# Франкфурт-на-Майні-Головний (S-Bahn)
50°06′25″ пн. ш. 8°39′45″ сх. д. / 50.1069° пн. ш. 8.6625° сх. д.
Франкфурт-на-Майні-Головний (підземний рівень) (нім. Frankfurt (Main) Hauptbahnhof Tiefbahnhof, офіційно нім. Frankfurt (Main) Hbf (tief)) — чотириколійна станція міської залізниці під вокзалом станції Франкфурт-на-Майні-Головний і є складовою найжвавішої залізничної станції у Франкфурті, Німеччина. Це також найжвавіша станція S-Bahn у Франкфурті.
Ця станція разом зі станціями Франкфурт-Гауптвахе і Франкфурт-Констаблервахе є ключовими вузлами мережі S-Bahn Рейн — Майн, залізничної мережі, яка обслуговує регіон Франкфурт/Рейн — Майн. 
Станція має пересадку на наземні платформи регіональних і міжміських перевезень, а також на U-Bahn і трамваї.

## Станція

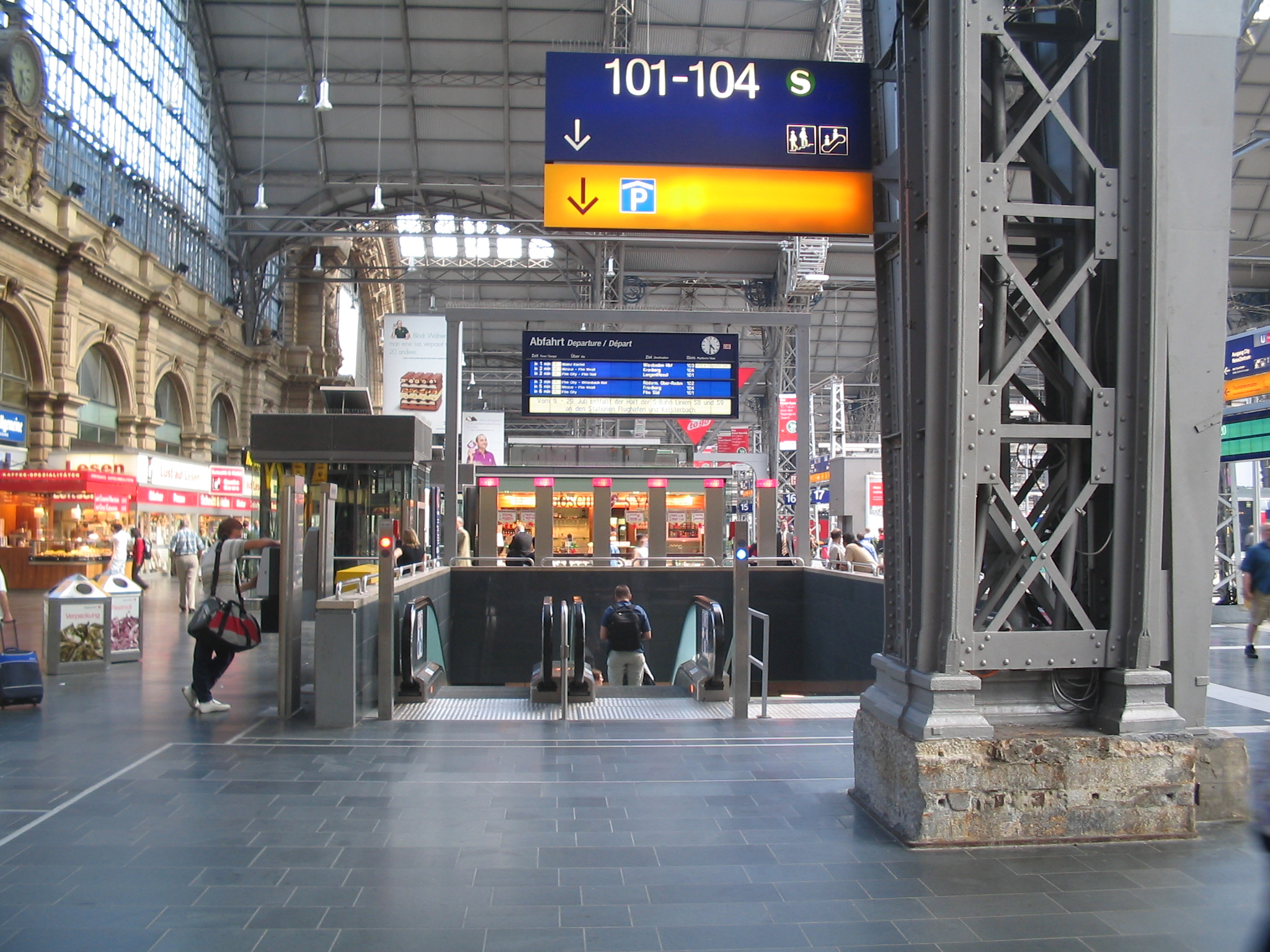
Вхід до підземної станції в головному холі станції Франкфурт-на-Майні-Головний

Підземна станція розташована під північною частиною вокзалу станції Франкфурт-на-Майні-Головний та його привокзальною територією в районі Гутлойтфіртель, на захід від центру Франкфурта. 
Станція є у складі лінії міського тунелю. 
Над станцією S-Bahn розташована станція U-Bahn, яка була побудована одночасно. 
Станція складається з двох дуже широких і довжиною 210 м острівних платформ.

## Історія
Лінія, що сполучає західні приміські лінії через місто, була вперше запланована на початку 1960-х років. 
У 1962 році місто Франкфурт і Німецька федеральна залізниця затвердили плани лінії. 
Будівництво міського тунелю почалося в 1969 році, а будівництво станції підземної станції Франкфурт-на-Майні-Головний — в 1971 році. 
Північне крило будівлі вокзалу було розібрано, а його первинне каміння збережено, щоб історичну будівлю можна було відбудувати після завершення будівництва підземних станцій.
Після семи років будівництва станцію S-Bahn разом із першою секцією міського тунелю до станції Гауптвахе було відкрито 28 травня 1978 року. 
Того ж дня лінія B U-Bahn (якою працюють маршрути U4 та U5) також було продовжено до Франкфурт-на-Майні-Головний.

## Послуги
- S1: Вісбаден-Головний — Франкфурт-на-Майні-Головний (S-Bahn) — Редермарк-Обер-Роден
- S2: Нідернгаузен — Франкфурт-на-Майні-Головний (S-Bahn) — Дітценбах
- S3: Бад-Зоден — Франкфурт-на-Майні-Головний (S-Bahn) — Дармштадт-Головний
- S4: Кронберг — Франкфурт-на-Майні-Головний (S-Bahn) — Ланген
- S5: Фрідріхсдорф — Франкфурт-на-Майні-Головний (S-Bahn) — Франкфурт-на-Майні-Південний
- S6: Фрідберг — Франкфурт-на-Майні-Головний (S-Bahn) — Франкфурт-на-Майні-Південний
- S8: Вісбаден-Головний — Франкфурт-на-Майні-Головний (S-Bahn) — Ганау-Головний
- S9: Вісбаден-Головний — Франкфурт-на-Майні-Головний (S-Bahn) — Ганау-Головний